# Ринке, Кристофер
Крис(тофер) Ринке (англ. Christopher «Chris» Rinke; род. 26 октября 1960, Порт-Коквитлам, Британская Колумбия) — канадский борец вольного стиля, призёр Панамериканских игр и Кубка мира, победитель Игр Содружества, бронзовый призёр летних Олимпийских игр 1984 года в Лос-Анджелесе, участник двух Олимпиад.

## Карьера
Выступал в средней весовой категории (до 82 кг). Бронзовый призёр Панамериканских игр 1983 года в Каракасе (Венесуэла). Бронзовый призёр Кубка мира 1982 года в Толидо (США). Победитель Игр Содружества 1982 и 1986 годов.
На летних Олимпийских играх 1984 года в Лос-Анджелесе Ринке победил британца Стефана Купраса, итальянца Лучано Ортелли, новозеландца Кеннета Рейнсфилда, но проиграл американцу Марку Шульцу и занял второе место в своей подгруппе. В схватке за олимпийскую бронзу канадец победил представителя ФРГ Райнера Трика.
На следующей Олимпиаде в Сеуле Ринке победил швейцарца Пьера-Дидье Жульена и иранца Ахмада Афгана, но проиграл южнокорейцу Хану Мён У и представителю Чехословакии Йозефу Логине и выбыл из борьбы за медали.